# Oberster Sowjet der Usbekischen Sozialistischen Sowjetrepublik
Der Oberste Sowjet der Usbekischen Sozialistischen Sowjetrepublik (usbekisch: Ўзбекистон ССР Олий Совети) war der Oberste Sowjet und damit de jure das Legislativorgan der Usbekischen Sozialistischen Sowjetrepublik zwischen 1938 und 1991.

## Geschichte
Der Oberste Sowjet wurde 1938 im Zuge einer Reihe von Verfassungsreformen innerhalb der Usbekischen Sozialistischen Sowjetrepublik, die die Aufbauorganisation der wichtigsten Organe der Unionsrepublik neu gliederte, formiert und löste den seit 1925 bestehenden All-Usbekischen Sowjetkongress ab. Erster Vorsitzender war kurzzeitig Usman Jussupow.
Formell war der Oberste Sowjet das legislative Organ der Usbekischen Sozialistischen Sowjetrepublik, setzte jedoch real nur Beschlüsse der Kommunistischen Partei um.
Als Usbekistan 1991 unabhängig wurde, diente das Organ noch bis 1994 als Oberster Rat von Usbekistan, wurde im Februar 1995 aber vom neu formierten Oliy Majlis abgelöst.

## Legislativperioden
In den 53 Jahren seiner Existenz trat der Oberste Sowjet in 12 Legislaturperioden zusammen. Die 500 Abgeordneten der 12. Legislaturperiode wählten 1990 Islom Karimov zum Präsidenten der Usbekischen SSR und erklärten gemäß seiner Maßgabe am 31. August 1991 die Unabhängigkeit Usbekistans.